# Ait Ikkou
Ait Ikkou (en àrab ايت يكو, Ayt Yikkū; en amazic ⴰⵢⵜ ⵉⴽⴽⵓ) és una comuna rural de la província de Khémisset, a la regió de Rabat-Salé-Kenitra, al Marroc. Segons el cens de 2014 tenia una població total de 8.865 persones.